# Ренуар. Последняя любовь
«Ренуар. Последняя любовь» (фр. Renoir) — французский кинофильм 2012 года режиссёра Жиля Бурдо о последних годах Огюста Ренуара, когда он жил и работал в Кань-сюр-Мер во время Первой мировой войны. Фильм участвовал в программе «Особый взгляд» 65-го Каннского кинофестиваля и в 2014 году был номинирован в 4-х категориях премии «Сезар», получив награду за лучший дизайн костюмов.

## Сюжет
В 1915 году Жан, сын художника Огюста Ренуара, получил ранение на фронтах Первой мировой войны и после лечения в госпитале приезжает к отцу. Художник, суставы которого поражены артритом, рисует молодую натурщицу Андре, которая становится его музой. Вскоре Жан влюбился в Андре. Через некоторое время Жан вновь записывается в действующую армию и через 10 дней уезжает на фронт.

## В ролях
| Актёр         | Роль         |
| ------------- | ------------ |
| Мишель Буке   | Огюст Ренуар |
| Криста Тере   | Андре        |
| Венсан Ротье  | Жан Ренуар   |
| Тома Доре     | Коко Ренуар  |
| Роман Боринже | Габриэль     |
| Солен Риго    | Мадлен       |

## Награды
| Год  | Награда         | Категория               | Номинант                 | Результат |
| ---- | --------------- | ----------------------- | ------------------------ | --------- |
| 2014 | Премия «Люмьер» | Лучший фильм            | Ренуар. Последняя любовь | Номинация |
| 2014 | Премия «Люмьер» | Лучший режиссёр         | Жиль Бурдо               | Номинация |
| 2014 | Премия «Люмьер» | Лучшая мужская роль     | Мишель Буке              | Номинация |
| 2014 | Премия «Люмьер» | Лучшая женская роль     | Криста Тере              | Номинация |
| 2014 | Премия «Сезар»  | Лучший актёр            | Мишель Буке              | Номинация |
| 2014 | Премия «Сезар»  | Лучшая работа оператора | Марк Ли Пинбин           | Номинация |
| 2014 | Премия «Сезар»  | Лучшие декорации        | Бенуа Бару               | Номинация |
| 2014 | Премия «Сезар»  | Лучшие костюмы          | Паскалин Шаванн          | Победа    |